# Katrin Krabbe
Katrin Krabbe (nacida el 22 de noviembre de 1969 en Neubrandenburg, Alemania) es una exatleta que compitió con la República Democrática Alemana (antes de 1990) y con Alemania a continuación. Representó a la RDA en los Juegos Olímpicos de Seúl 1988 en Corea del Sur pero fue eliminada en las semifinales de los 200 metros lisos.

## Biografía
Como atleta júnior disputó los Campeonatos del Mundo de la IAAF en 1988 y ganó la medalla de oro en los 200 metros lisos y la de plata en los 100 metros lisos.
Fue una atleta de gran éxito ganando los títulos de 100 y 200 metros lisos en el Campeonato Europeo de Atletismo de 1990 celebrado en Split. También formó parte de la victoria del equipo de la RDA en 4 x 100 metros junto a Silke Möller, Kerstin Behrendt y Sabine Günther. En 1991 disputó en marzo el Campeonato del Mundo de pista cubierta en Sevilla y corrió los 60 metros donde sólo pudo ser sexta con un tiempo de 7,20.
Ese mismo año, en agosto volvió a competir en el Campeonato Mundial de Atletismo de 1991 disputado en Tokio, ganando por delante de Gwen Torrence y Merlene Ottey entre otras, en los 100 y 200 metros lisos y ganando la medalla de bronce en el relevo 4 x 100 metros junto a Grit Breuer, Sabine Richter y Heike Drechsler. Además en esta ocasión participó en el relevo 4 x 400 metros y volvió a ser medalla de bronce junto a Uta Rohländer, Christine Wachtel y otra vez Grit Breuer.
Una suspensión de tres años tras dar positivo por clembuterol no le permitió disputar los Juegos Olímpicos de Barcelona 1992 y terminó definitivamente su carrera deportiva.

Récords
100 m - 10.89 +1.8 (Berlin 20 de julio de 1988)
200 m - 21.95 +0.3 (Split 30 de agosto de 1990)

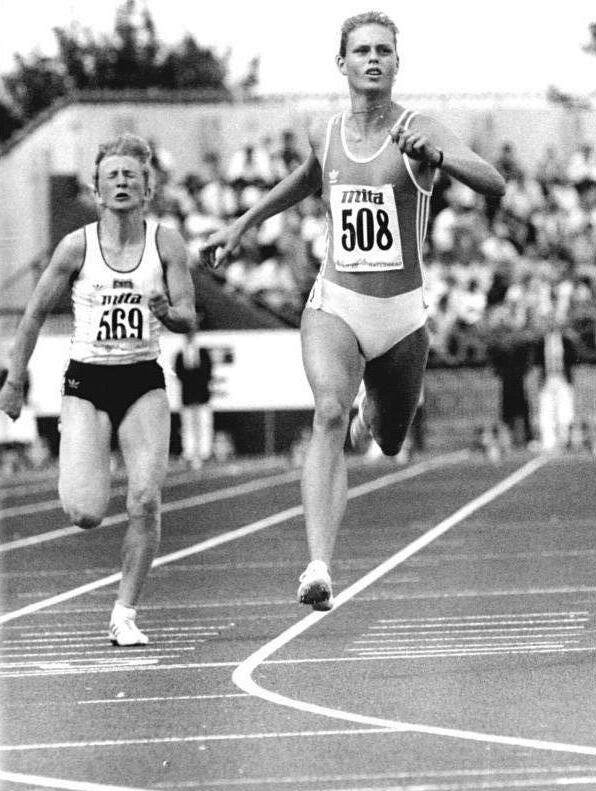
Katrin Krabbe

Logros Personales
| Year                      | Competition                   | Venue                     | Posición                  | Event                     | Notes                     |
| Representing East Germany | Representing East Germany     | Representing East Germany | Representing East Germany | Representing East Germany | Representing East Germany |
| ------------------------- | ----------------------------- | ------------------------- | ------------------------- | ------------------------- | ------------------------- |
| 1986                      | World Junior Championships    | Athens, Greece            | 4th                       | 100 m                     | 11.49 (wind: +0.9m/s)     |
| 1986                      | World Junior Championships    | Athens, Greece            | 3rd                       | 200 m                     | 23.31 (wind: +0.6m/s)     |
| 1986                      | World Junior Championships    | Athens, Greece            | 2nd                       | 4 × 100 m                 | 43.97                     |
| 1987                      | European Junior Championships | Birmingham, England       | 1st                       | 4 × 100 m                 | 44.62                     |
| 1988                      | World Junior Championships    | Greater Sudbury, Canadá   | 2nd                       | 100 m                     | 11.23 (wind: -0.4m/s)     |
| 1988                      | World Junior Championships    | Greater Sudbury, Canadá   | 1st                       | 200 m                     | 22.34 w (wind: +2.3m/s)   |
| 1988                      | World Junior Championships    | Greater Sudbury, Canadá   | 1st                       | 4 × 100 m                 | 43.48                     |
| 1988                      | Olympic Games                 | Seoul, Corea del Sur      | semifinal                 | 200 m                     | 22.59                     |
| 1990                      | European Championships        | Split, Yugoslavia         | 1st                       | 100 m                     | 10.89 (wind: +1.8m/s)     |
| 1990                      | European Championships        | Split, Yugoslavia         | 1st                       | 200 m                     | 21.95 (wind: +0.3m/s)     |
| 1990                      | European Championships        | Split, Yugoslavia         | 1st                       | 4 × 100 m                 | 41.68                     |
| Representing Germany      |                               |                           |                           |                           |                           |
| 1991                      | World Indoor Championships    | Seville, Spain            | 6th                       | 60 m                      | 7.20                      |
| 1991                      | World Championships           | Tokio, Japón              | 1st                       | 100 m                     | 10.99                     |
| 1991                      | World Championships           | Tokio, Japón              | 1st                       | 200 m                     | 22.09                     |
| 1991                      | World Championships           | Tokio, Japón              | 3rd                       | 4 × 100 m                 | 42.33                     |
| 1991                      | World Championships           | Tokio, Japón              | 3rd                       | 4 × 400 m                 | 3:21.25                   |